# Hendecasis cretacea
Hendecasis cretacea là một loài bướm đêm trong họ Crambidae.